# Playlist: The Very Best of Korn
Playlist: The Very Best of Korn es el la seguna recopilación de grandes éxitos de Korn, siendo la primera Greatest Hits, Vol. 1. El álbum fue lanzado el 29 de abril de 2008, por Epic Records, la primera compañía discográfica de la banda. El precio del CD fue originalmente de tan sólo $7.00 porque fue hecho casi por completo de material reciclable y que no daña el medio ambiente.

## Lista de canciones
1. "Blind" (Korn) – 4:18
2. "Got the Life" (Follow the Leader) – 3:46
3. "Evolution" (Untitled) - 3:35
4. "Here to Stay" (Untouchables) – 4:31
5. "Did My Time" (Take a Look in the Mirror) – 4:05
6. "Good God" (Life Is Peachy) – 3:23
7. "Twisted Transistor" (See You on the Other Side) - 4:12
8. "Dead Bodies Everywhere" (Follow the Leader) – 4:46
9. "Hold On" (Untitled) - 3:06
10. "A.D.I.D.A.S." (Life Is Peachy) – 2:34
11. "Make Me Bad" (Issues) – 3:57
12. "Freak on a Leash" (Follow the Leader) – 4:16
13. "Falling Away from Me" (Issues) – 4:32
14. "Coming Undone" (See You on the Other Side) - 3:20
15. "Thoughtless" (Untouchables) – 4:34
16. "Shoots and Ladders" (Korn) – 5:23
17. "Right Now" (Take a Look in the Mirror) – 3:11
18. "Earache My Eye" con Cheech Marin (Follow the Leader) – 4:49